# Barém nos Jogos Paralímpicos de Verão de 2024
O Barém participou dos Jogos Paralímpicos de Verão de 2024, que foram realizados na cidade de Paris, França, entre os dias 28 de agosto e 8 de setembro de 2024.